# Polish International 2024
Die Polish International 2024 im Badminton fanden vom 19. bis zum 22. September 2024 in Lublin statt. Es war die 12. Auflage dieser Turnierserie in Polen.

## Sieger und Platzierte
| Veranstaltung | Gold                                | Silber                                | Bronze                                    |
| ------------- | ----------------------------------- | ------------------------------------- | ----------------------------------------- |
| Herreneinzel  | Ditlev Jæger Holm                   | Gustav Bjorkler                       | Rizki Ansyahri                            |
| Herreneinzel  | Ditlev Jæger Holm                   | Gustav Bjorkler                       | Lakshay Sharma                            |
| Dameneinzel   | Anmol Kharb                         | Milena Schnider                       | Frederikke Lund                           |
| Dameneinzel   | Anmol Kharb                         | Milena Schnider                       | Freya Redfearn                            |
| Herrendoppel  | Wesley Koh Junsuke Kubo             | Robert Cybulski Szymon Slepecki       | P. S. Ravikrishna Akshan Shetty           |
| Herrendoppel  | Wesley Koh Junsuke Kubo             | Robert Cybulski Szymon Slepecki       | Ishaan Bhatnagar Sankar Prasad Udayakumar |
| Damendoppel   | Paulina Hankiewicz Kornelia Marczak | Wiktoria Dąbczyńska Zuzanna Jankowska | Maria Søgård Andersen Mette Werge         |
| Damendoppel   | Paulina Hankiewicz Kornelia Marczak | Wiktoria Dąbczyńska Zuzanna Jankowska | Anastasia Khomich Daria Zimnol            |
| Mixed         | Kristoffer Kolding Mette Werge      | Joshua Magee Moya Ryan                | Calle Fredholm Elin Öhling                |
| Mixed         | Kristoffer Kolding Mette Werge      | Joshua Magee Moya Ryan                | Jakub Melaniuk Julia Plawecka             |